# 船仁のるか・喜和そるか
船仁のるか・喜和そるか（ふねにのるか・きわそるか）は、昭和期に活躍した、漫才コンビ。

## 概要
1968年（昭和43年）に新世界新花月で初舞台、1977年にコンビ解消し2人とも廃業。
ギャグを織り交ぜた正統派の漫才で若手で賞を受賞するなど期待も大きかった。新世界新花月、神戸松竹座、トップホットシアターに出演し活躍。同時代に若手として競い合った漫才師に（明蝶芸術学院同窓の）浮世亭三吾・十吾（現在の三吾・美ユル）をはじめ、海原千里・万里、はな寛太・いま寛大、鳳らん太・ゆう太等がいた。
1972年第2回NHK上方漫才コンテスト優秀努力賞受賞。
1976年に神戸松竹座、トップホットシアターが相次ぎ閉館し活動場所がなくなり翌年コンビを解消した。その後、のるかは地元神戸で司会業などを営んでいた。

## メンバー
- 船仁のるか（ふねにのるか、本名・中谷仁志、1948年 - 2021年4月頃）

神戸の生まれ。松竹新喜劇喜劇俳優の曽我廼家明蝶設立の「明蝶芸術学院」の出身、その後「笹山タンバ・夢乃タンゴ」に入門。長年サンテレビの「播州三木の秋まつり」ではレポーターを務めていた。2021年4月に亡くなったという情報がある。
- 喜和そるか（きわそるか、本名・山田竜彦、1947年 - ）

京都の生まれ。船仁のるかと同じ「明蝶芸術学院」の出身、その後「笹山タンバ・夢乃タンゴ」に入門。

## レコード
- 「妻と呼ばれて」※船仁のるか